# Little Wittenham Bridge
Die Little Wittenham Bridge ist eine Fußgängerbrücke über die Themse bei Little Wittenham in Oxfordshire, England.
Die Brücke überquert die Themse in zwei Teilstücken unterbrochen durch eine kleine Insel, auf der seit 1928 das Schleusenwärterhaus des Day’s Lock steht.
Die heutige eiserne Brücke, deren Bau 250 £ kostete, ersetzte circa 1870 eine Drehbrücke an dieser Stelle.
Die Brücke war von 1984 bis 2014 Austragungsort der Poohsticks-Weltmeisterschaften.